# August Oppenberg

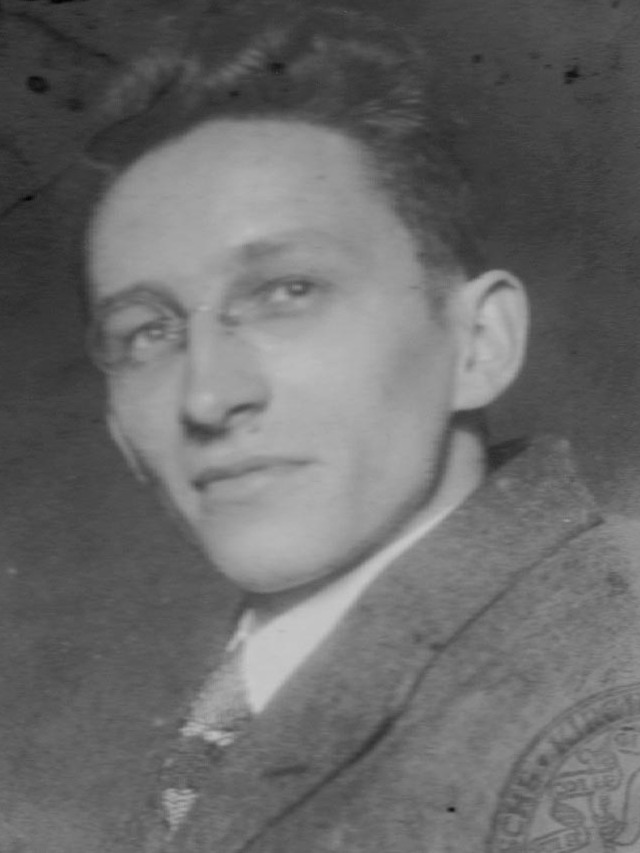
August Oppenberg in den 1920er Jahren

August Heinrich Oppenberg (* 7. Januar 1896 in Bochum; † 16. August 1971 in Schermbeck) war ein deutscher Maler.

## Leben

### Herkunft und Ausbildung
August Oppenberg wurde 1896 in Bochum geboren, wohin der Vater aus beruflichen Gründen temporär versetzt worden war. Schon im Alter von 9 Jahren ging es für ihn, seine Eltern und Geschwister nach Fertigstellung des neuen Wohnhauses Am Lilienveen 13/1 (nach Neuordnung 36) zurück zum Stammsitz der Familie Oppenberg auf dem Fusternberg, vormals ein Teil der Feldmark Wesel. Nach dem Abschluss der Realschule arbeitete Oppenberg für die Stadtverwaltung Wesels, bis er während des Ersten Weltkriegs von 1915 bis 1918 als Artillerist eingezogen wurde. Nach Kriegsende arbeitete Oppenberg für die Verwaltung der damals selbstständigen Gemeinde Obrighoven-Lackhausen (heute ein Stadtteil Wesels) und studierte zeitgleich an der Kunstgewerbeschule in Düsseldorf.

### Persönliches
Oppenbergs Grab befindet sich auf dem alten Weseler Friedhof an der Caspar-Baur-Straße in Wesel.

## Wirken

### Künstlerische Arbeiten
Ab 1924 betätigte sich Oppenberg als freischaffender Künstler und schloss eine Freundschaft mit dem Dichter Erich Bockemühl, dessen Werke im Folgenden meist von Oppenberg illustriert werden sollten. Ebenso wuchs eine fortwährende Freundschaft mit Otto Pankok. Nach seiner Teilnahme an der „Großen Westfälischen Kunstausstellung“ in Dortmund 1926 folgten Oppenbergs erste eigene Ausstellung 1927 im „Städtischen Museum“  in Mülheim an der Ruhr und weitere Ausstellungen im Rheinland sowie in Westfalen, später im gesamten Deutschen Reich und ab 1930 unter anderem auch in Amsterdam, Florenz, Paris und Wien. 1934 wurde Oppenberg Mitbegründer der „Vereinigung Niederrheinischer Künstler und Kunstfreunde“. Aufgrund der zerstörten Infrastruktur Wesel durch die fast vollständige Vernichtung Zweiten Weltkriegs zogen Oppenberg, seine Mutter und die Geschwister nach Drevenack, nach dem Krieg kehrte er in sein Elternhaus „Am Lilienveen“ in Wesel zurück und verstarb 1971 im Krankenhaus von Schermbeck. Er wurde auf den Friedhof an der Caspar-Baur-Straße begraben. Im Stadtteil Fusternberg wurde im Bereich des Lilienveen eine Straße nach ihm benannt.
Neben zahlreichen zeichnerischen Illustrationen der Werke Bockemühls fertigte Oppenberg Landschaftsmalereien und Bilder der bäuerlichen Arbeit, was ihm die Beinamen „Maler des Niederrheins“ und „Bauernmaler“ einbrachte. Anlässlich Oppenbergs 60. Geburtstag schrieb Bockemühl über ihn: „Die bäuerliche Arbeit, die Mensch und Tier einbeschließt, wurde ihm geradezu instinktiv zu immer neuer Thematik. Er wurde der Maler bäuerlicher Arbeit, aber in einer Weise, in der das Tun der Menschen vornehmlich linienhaft, wie bei manchem niederländischen Maler vergangener Zeiten, mit der Landschaft in seltener Prägung und durchaus persönlich objektiv zur Einheit wurde.“
Insgesamt schuf er in seiner fünf Jahrzehnte dauernden Schaffensperiode etwa 3600 Werke, davon etwa zwei Drittel in Schwarz-Weiß.